# NGC 6517
NGC 6517 is een bolvormige sterrenhoop in het sterrenbeeld Slangendrager. Het hemelobject werd op 16 juni 1784 ontdekt door de Duits-Britse astronoom William Herschel.

## Synoniemen
- GCL 81